# Richard Grey (chevalier)
Pour les articles homonymes, voir Richard Grey et Grey.
Richard Grey, né vers 1457 et mort le 25 juin 1483, est un chevalier anglais et un demi-frère du roi Édouard V, fils du premier mariage d'Élisabeth Woodville avec John Grey. Orphelin très jeune, le remariage de sa mère lui permet, ainsi qu'au reste de sa famille, de profiter d'une très rapide élévation dans la noblesse anglaise. La mort d'Édouard IV et la mainmise du duc de Gloucester, futur Richard III, sur la destinée de son neveu Édouard V entraîne la perte de Richard Grey.

## Jeunesse
Richard Grey est le fils cadet de John Grey et d'Élisabeth Woodville. Il a à peine quatre ans lorsque son père est tué à la seconde bataille de St Albans le 17 février 1461, combattant pour la Maison de Lancastre dans la guerre des Deux-Roses. Lorsque Richard a sept ans, sa mère épouse secrètement le chef de la Maison d'York, le roi Édouard IV, le 1er mai 1464. Richard apparaît la première fois en public en 1474 lors d'une joute en l'honneur de son demi-frère Richard de Shrewsbury, tout juste créé duc d'York. Il joute une seconde fois lors du mariage de celui-ci avec Anne de Mowbray en 1478.

## À la cour
Grey est adoubé en 1475 et est nommé quatre fois au titre de membre de l'Ordre de la Jarretière entre 1476 et 1482. Il sert son autre demi-frère Édouard, héritier du trône, au Pays de Galles, alors que son oncle Anthony Woodville a été nommé en 1473 précepteur du jeune prince de Galles. Grey est également juge de paix dans le Herefordshire à partir de 1475 ainsi qu'à Ludlow en 1476 et 1477.
En 1479, Grey est nommé connétable du château de Chester et participe à des commissions judiciaires à Bristol. En 1482, il reçoit les terres de Kidwelly, et est chargé de l'éducation d'Édouard. Grey fut la même année nommé connétable du château de Wallingford et l'année suivante reçut les manoirs de la famille Holland en Essex et dans le Northamptonshire.

## Emprisonnement et exécution
Après la mort d'Édouard IV le 9 avril 1483, Grey accompagne vers Londres son demi-frère, le désormais roi Édouard V, avec l'assistance de son oncle le comte Rivers, et le chambellan d'Édouard IV Thomas Vaughan. Le 30 avril, Grey est arrêté à Stony Stratford et emprisonné avec Rivers et Vaughan, sur ordre de Richard de Gloucester, frère d'Édouard IV. Gloucester régente ensuite ses neveux Édouard et Richard, puis les déclare illégitimes et s'approprie le trône. Grey, Rivers et Vaughan sont peu après exécutés au château de Pontefract le 25 juin 1483.